# Barthélémy Molet
Barthélémy Joseph Molet (Tamines, 23 januari 1872 - 18 februari 1952) was een Belgisch senator.

## Levensloop
De zaakwaarnemer Molet werd gemeenteraadslid (1907) en schepen (1924-1927) van Tamines. Hij werd ook provincieraadslid voor de provincie Namen (1921-1927).
Hij werd senator voor de BWP:
- van 1927 tot 1932 werd hij senator voor het arrondissement Namen-Dinant-Philippeville,
- van 1932 tot 1946 werd hij provinciaal senator voor de provincie Namen.